# 三保浩一郎
三保浩一郎（みほこういちろう、1967年6月15日 - ）は日本の歯科医師。難病である筋萎縮性側索硬化症（ALS）を患っており、眼球とまぶた以外の身体を動かすことができない。動かせる眼球を使い視線入力装置とパソコンでコミュニケーションを取っており、講演やFacebook、ブログなどで日々やALSについて語っている。
広島市歯科医師会の広報部副委員長、日本ALS協会広島県支部の支部長や日本ALS協会理事などを務めるほか、いくつかの大学や専門学校の医療部門の非常勤講師でもある。2002年に「みほ歯科」を開院し、2012年の閉院まで院長を務めた。

## 経歴
1967年東京都で生まれ、広島で育つ。広島学院中学校・高等学校に入学し、柔道部に入り柔道を始める。高校卒業後は、広島大学歯学部に進学し1993年に卒業する。同年、歯科補綴学第二講座に入局。
2002年に、広島市内に「みほ歯科」を開院する。歯科医として治療を行っていたが、2010年の夏に家族で海水浴に行ったビーチで身体の異変を感じる。
筋萎縮性側索硬化症（ALS）と診断され、一生車椅子と人工呼吸器を装着しなければならないということに絶望を覚えた。しかし、ALSについて詳しく知り、診療所の後片付け、病気の進行を全力で阻止することなどの目標を立てる。2012年に「みほ歯科」を閉院。2013年に胃瘻造設・気管切開を行う。2016年に、人工呼吸器を取り付ける。
モトクロスをしており、17台のバイクを乗り継いで20年間アマチュアレースに参戦していたほどのオートバイ好きで、闘病との一方、大正時代から2014年まで、広島県で開催されたオートバイレース史をまとめた「郷土広島のオートバイレース史」の執筆、取材に取り組み2015年に出版する。
2019年3月から10月までは、中国新聞で「ALSひるまず力まず 」（全26回）として病気や障害との向き合い方をユーモアとともにつづり、大きな反響を呼んだ。

## 人物
広島市南区にある自宅で妻と娘、6人の公的ヘルパー、訪問医、訪問リハビリ、訪問看護師に囲まれて暮らしている。
現在、起きている時間の大部分を車椅子に座り、書き物や講演会の準備に時間を費やしている。また、広島東洋カープの熱烈なファンで車椅子友達と共にマツダスタジアムに野球観戦に出向くことも多い。食べることも大好きであったが、現在は呑み込めないため食事は胃瘻で栄養を補給する。

## メディア

### テレビ
- 『テレビ派』（広島テレビ、2019年9月24日）
- 他多数

### 新聞
- 『ALSひるまず力まず』（中国新聞にて2019年に連載、全26回）